# Loenen (Overbetuwe)
Pour les articles homonymes, voir Loenen.
Loenen est un hameau situé dans la commune néerlandaise d'Overbetuwe, dans la province de Gueldre. Le 1er janvier 2008, Loenen comptait 47 habitants.
Loenen était le chef-lieu de l'ancienne commune de Loenen en Wolferen.